# Dagmar Jank
Dagmar Jank (* 1954 in Saarbrücken) ist eine deutsche Bibliothekarin.

## Leben
Sie studierte Geschichtswissenschaft und Germanistik in Saarbrücken und promovierte in Tübingen. Nach der Ausbildung für den höheren Bibliotheksdienst in Heidelberg und Köln war sie Referentin für Öffentlichkeitsarbeit und Fachreferentin für Geschichtswissenschaft an der UB der FU Berlin. Seit 1993 war sie Professorin für Bibliothekswissenschaft am FB Informationswissenschaften der FH Potsdam.

## Schriften (Auswahl)
- Das Erzbistum Trier während des Großen Abendländischen Schismas (1378–1417/1418). Mainz 1983.
- „Vollendet, was wir begonnen!“ Anmerkungen zu Leben und Werk der Frauenrechtlerin Minna Cauer (1841–1922). Berlin 1991, ISBN 3-927474-77-0.
- (Hrsg.): Fundraising für Hochschulbibliotheken und Hochschularchive (= Bibliotheksarbeit, Bd. 7). Wiesbaden 1999, ISBN 3-447-04192-7.
- Informationsmittel für Frauen 1894–1942. Bibliographien, Nachschlagewerke, Bibliothekskataloge, Auswahlverzeichnisse. Berlin 2012, ISBN 978-3-936960-73-0.
- Bibliotheken von Frauen. Ein Lexikon. Wiesbaden 2019, ISBN 3-447-11200-X.

| Personendaten    | Personendaten           |
| ---------------- | ----------------------- |
| NAME             | Jank, Dagmar            |
| KURZBESCHREIBUNG | deutsche Bibliothekarin |
| GEBURTSDATUM     | 1954                    |
| GEBURTSORT       | Saarbrücken             |